# Sémaga
Sémaga est un village du département et la commune rurale de Godyr, situé dans la province du Sanguié et la région du Centre-Ouest au Burkina Faso.